# Азиридин

Структура азиридину

Азириди́н, етиленімі́н (рос. азиридин, [этиленимин], англ. aziridines, [ethylenimine]) — найпростіший циклічний амін.
Гетероядро термічно досить стабільне, має осно́вні властивості, стійке до лугів, розкривається в присутності кислот. Легко ацилюється по незаміщеному атомові N.
Похідними азиридину є азиридини. Так, якщо атом N має замісника з вільною електронною парою (наприклад, галоген), спостерігається оптична ізомерія завдяки істотному підвищенню бар'єра інверсії.